# Méthodes quantitatives
Pour les articles homonymes, voir Méthode.

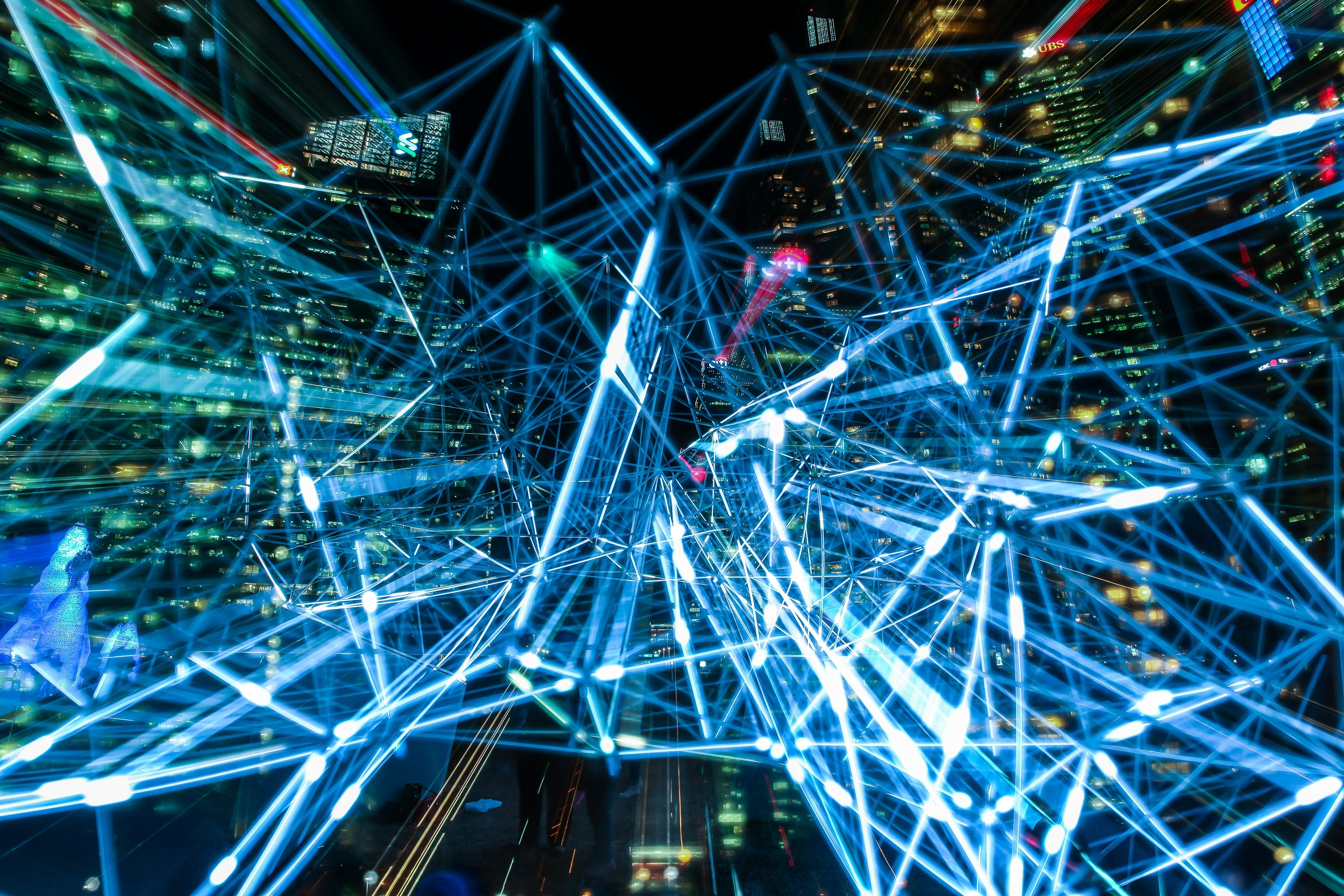
Vision artistique d'un grand ensemble de données connectées (de type graphe), typiquement mobilisées dans le cadre de méthodes quantitatives.

Les méthodes quantitatives sont des méthodes de recherche, utilisant des outils d'analyse mathématiques et statistiques, en vue de décrire, d'expliquer et prédire des phénomènes par le biais de données historiques sous forme de variables mesurables. Elles se distinguent ainsi des méthodes dites qualitatives.
Le comptage et la mesure sont des méthodes quantitatives banales. Le résultat de la recherche est un nombre ou un ensemble de nombres. On les présente souvent sous forme de tables, de graphiques...
Dans la plupart des sciences physiques et biologiques, l'utilisation de méthodes quantitatives ou qualitatives n'est pas contestée et sont mises en œuvre à bon escient. En sciences sociales et en particulier en sociologie, en anthropologie et en psychologie, cette utilisation est une source de controverses voire de controverses idéologiques. On trouve dans chaque discipline des écoles de pensée qui ont argumenté en faveur ou en défaveur de l'utilisation de ces méthodes. Les tenants de l'usage des méthodes quantitatives ont soutenu que c'est l'unique moyen pour les sciences sociales d'accéder à un statut scientifique ; les tenants des méthodes qualitatives soutiennent au contraire que les méthodes quantitatives tendent à voiler la réalité du phénomène social étudié. Selon Claude Javeau, les méthodes quantitatives sont loin d'être une observation empirique de la réalité. La détermination des hypothèses induit en bonne partie le résultat.
La tendance moderne (et en fait la tendance majoritaire dans l'histoire des sciences sociales) est à une démarche éclectique. Les méthodes quantitatives et qualitatives sont utilisées conjointement. L'usage de méthodes qualitatives est souvent possible pour interpréter les nombres fournis par les méthodes quantitatives; l'utilisation de méthodes quantitatives permet d'exprimer avec précision et de rendre vérifiables les idées qualitatives.
Les méthodes quantitatives font partie d'un des cinq angles de collecte de données dans la méthode plus générale dite de percolation de données, qui couvre aussi conjointement les méthodes qualitatives, la revue des écrits (y compris les écrits scientifiques), les interviews d'experts, et la simulation par ordinateur. À ce chapitre, la percolation des données offre une vision et une méthode plus complètes que la triangulation des données lors de l'analyse des phénomènes sous observation.